# Belsen (Pillkallen)
Belsen (litauisch Belzai) ist ein verlassener Ort im Rajon Krasnosnamensk der russischen Oblast Kaliningrad.
Die Ortsstelle befindet sich zwei Kilometer südlich von Schelannoje (Henskischken/Hensken).

## Geschichte

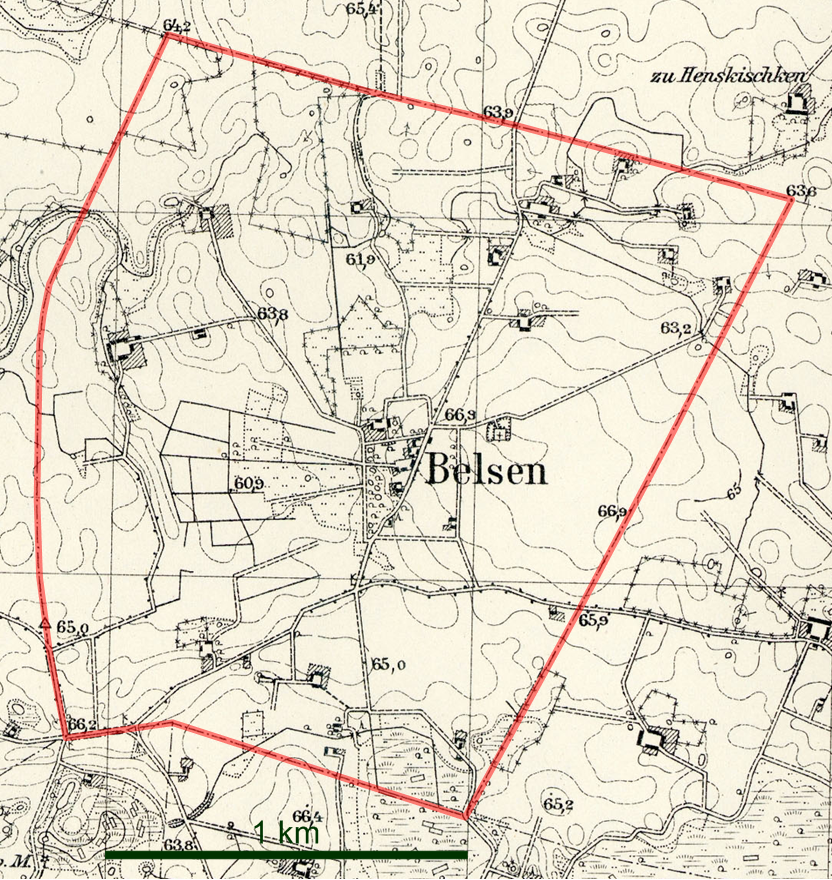
Die Landgemeinde Belsen auf einem Messtischblatt von 1933

Der zunächst mit Belzkeim, Beltzkeimen, Beltzkiem, Belzkem und Beltzkemen bezeichnete Ort wurde 1557 erstmals erwähnt. Um 1780 wurde Belsen als königliches Bauerndorf bezeichnet. 1874 wurde die Landgemeinde Belsen in den neu gebildeten Amtsbezirk Henskischken im Kreis Pillkallen eingegliedert.
1945 kam der Ort in Folge des Zweiten Weltkrieges mit dem nördlichen Ostpreußen zur Sowjetunion. Einen russischen Namen bekam er nicht mehr.

### Einwohnerentwicklung
| Jahr | Einwohner | Bemerkungen                 |
| ---- | --------- | --------------------------- |
| 1867 | 202       |                             |
| 1871 | 203       |                             |
| 1885 | 170       |                             |
| 1905 | 137       | davon 11 litauischsprachige |
| 1910 | 135       |                             |
| 1933 | 132       |                             |
| 1939 | 137       |                             |

## Kirche
Belsen gehörte zum evangelischen Kirchspiel Kussen.